# Пежо тип 133
Пежо тип 133 (фр. Peugeot Type 133) је моторно возило произведено 1910. године од стране француског произвођача аутомобила Пежо у њиховој фабрици у Лилу. У том раздобљу је укупно произведено 50 јединица.
Возило покреће шестоцилиндрични четворотактни мотор који је постављен напред, а преко кардана је пренет погон на задње точкове. Његова максимална снага била је 18 КС и запремине 3.317 cm³.
Тип 133 је са међуосовинским растојањм од 324,6 цм, дужина возила 455 цм, ширина возила 170 цм, а размак точкова 140 цм. Облик каросерије је дупли фетон или купе-лимузина и има места за четири особе.